# 朱盛澂
朱盛澂（？—1646年），字青潮，明朝宗室、南明軍事人物。

## 生平
朱盛澂是通城莊靖王朱孟燦的後裔，弘光年間曾獲授劍州知州，但未赴任；南京失陷，他和弟弟將軍朱盛濂、朱盛漋避居太湖西山，改姓林。同年閏六月十八日，西山人蔡永新與王期昇、吳景亶、俞時芳等人奉他起兵，稱通城王。王期昇代理朝廷事務，設立六總兵，以永新徐震梅、許燮、徐奉江及參將程可久等將領統率；當初山中的人曾經夢見在當地起義，寫著「青潮」二字，與他的表字相同，各人都認為是吉兆，因此多響應起兵。其時金有鑑、陳萬良也在浙江聚眾起義，他頒布檄文到長興，二人都寫箋祝賀，於是他派朱盛洚、許燮部隊千人收復湖州，命吳景亶、王士譽守衛。
朱盛澂和朱盛漋進入長興、孝豐，會合瑞昌王朱議瀝、姚志卓及總兵屠某，於水蕩莊建造土城及木城。他命令命屠某攻桐廬、分水，收復新城。很快盧象觀、葛麟部眾到達西山聯合王期昇，令軍勢壯大，但王期昇個性貪婪，多次剽掠，使鄉民引導清兵進攻，盧象觀等人敗亡，奉江降清。朱盛澂乘搭小舟出逃，吳景亶也棄守湖州，而朱盛洚戰死；清兵偷襲長興，朱盛漋戰死。隆武二年（1646年）二月，他命副總兵包酉上疏福京，退守湖中；又知道事不可為，交付部下給吳昜後走到衢州。清兵來到，朱盛澂督守三門，不久城池失陷，他說：「金枝玉葉，惟有死吧！」因此自刎而死。

## 引用
1. 1 2  錢海岳《南明史·卷二十七·列傳第三》：盛澂，字青潮，通城王裔。弘光時，授劍州知州，未赴。南京亡，與弟將軍盛濂、盛漋避於太湖西山，易姓林氏。閏六月十八日西山人蔡永新，任俠好義，與王期昇、吳景亶及故嘉湖道弟辰州俞時芳等奉之起兵，稱通城王。期昇攝內事，設六總兵，以永新徐震梅、許燮、徐奉江及參將程可久等分將之。初，山中人或夢揭竿其地，上書「青潮」二字，而盛徵字適與之合，眾以為祥，故多應之者。時金有鑑、陳萬良等亦聚眾起義浙江，盛徵檄至長興，有鑑、萬良箋賀。乃遣盛洚、燮將千人會復湖州，命景亶、王士譽守焉。
2. ↑  錢海岳《南明史·卷二十七·列傳第三》：盛澂、盛漋入長興、孝豐，會瑞昌王議瀝、姚志卓及總兵屠甲來會，築土木城各一於水蕩莊。命甲攻桐廬、分水、新城，甲復新城。已盧象觀、葛麟以所部至西山，與期昇合營，軍頗盛。而期昇性貪，多剽掠，鄉民引清兵進攻，象觀等敗死，奉江降清。盛澂以小舟亡，景亶亦棄湖州走，盛洚死。清兵間襲長興，盛漋死。隆武二年二月，命副總兵包酉上疏福京，已退屯湖中。知事不可為，以眾付吳昜，走衢州。清兵至，督守三門。城陷，曰：「金枝玉葉，惟有死耳！」遂自刎。